# Thomas Addis Emmet (Jurist)

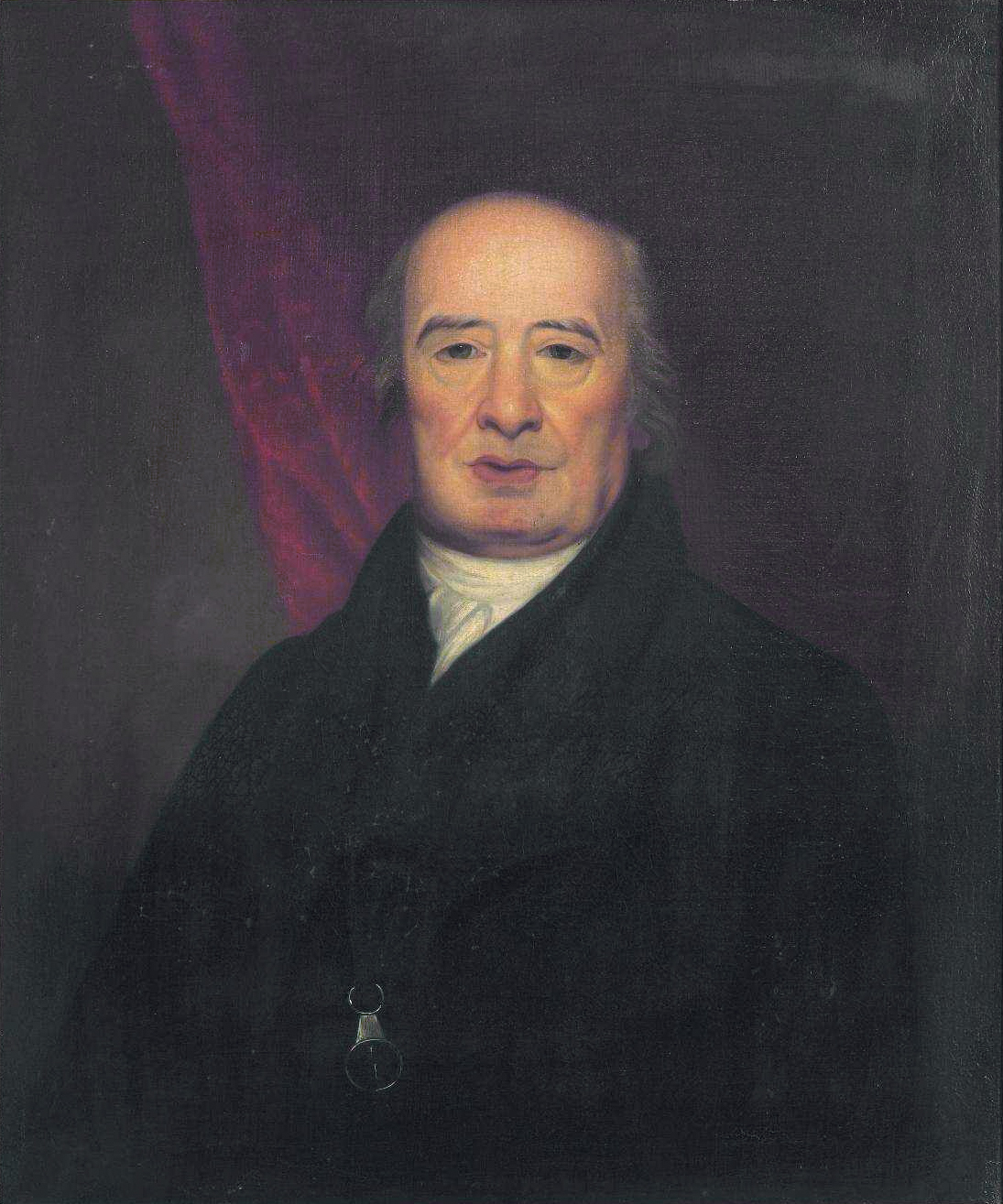
Thomas Addis Emmet

Thomas Addis Emmet (* 24. April 1764 in Cork, Irland; † 14. November 1827) war ein irischer und US-amerikanischer Jurist und Politiker. Er war in den 1790er Jahren Mitglied der Society of United Irishmen und von 1812 bis 1813 Attorney General von New York.

## Frühe Jahre
Thomas Addis Emmet, Sohn von Elizabeth Mason aus dem County Kerry und Dr. Robert Emmet aus der Stadt Tipperary, wurde während der Regierungszeit von König Georg III. im Marschland von Hammond in der Nähe der Stadt Cork geboren. Die Porträts seiner beiden Eltern hängen heute in der Crawford Art Gallery in Cork. Er war der ältere Bruder von Robert Emmet, der 1803 Anführer eines erfolglosen Aufstandes gegen die britische Herrschaft war. Im weiteren Verlauf wurde dieser gefangen genommen und hingerichtet, was ihn zu einem der berühmtesten republikanischen Märtyrer in Irland machte. Thomas Addis Emmet besuchte das Trinity College in Dublin und war Mitglied im Committee der College Historical Society. Später studierte er Medizin an der University of Edinburgh. Während dieser Zeit besuchte er die Vorlesungen von Dugald Stewart in Philosophie. Nachdem er die Chief Medical Schools auf dem Kontinent besuchte, kehrte er 1788 nach Irland zurück. Der Tod seines älteren Bruders, Christopher Temple Emmet (1761–1788), veranlasste ihn den Rat von Sir James Mackintosh zu folgen und die Medizin aufzugeben, um Jurist zu werden. 1791 heiratete er Jane Patten.

## Society of United Irishmen
Emmet war ein Mann liberal-politischer Ansichten. In diesem Zusammenhang beteiligte er sich an der Kampagne, das demokratische Wahlrecht auf das Parliament of Ireland auszudehnen und die Diskriminierung von Katholiken zu beenden. 1790 erhielt er seine Zulassung als Anwalt in Irland und gründete bald darauf eine eigene Anwaltspraxis. In der Folgezeit war er als Berater für Gefangene tätig, die wegen politischer Vergehen angeklagt waren. Er wurde auch Rechtsberater der Society of United Irishmen.
Als die Dublin Corporation 1792 eine Erklärung zur Unterstützung der protestantischen Vorherrschaft abgab, war die Reaktion der United Irishmen ihr nicht-konfessionelles Manifest darauf, welches weitgehend von Emmet aufgesetzt wurde. 1795 legte er offiziell den Eid der United Irishmen ab, wurde im selben Jahr Sekretär und 1797 Mitglied der Exekutive. Als die United Irishmen dann für illegal erklärt wurden, gingen sie in den Untergrund. Alle Bemühungen betreffend einer friedlichen Reform der Regierung und katholischen Emanzipation in Irland wurden aufgegeben, da sie aussichtslos waren. Ihr Ziel war nun die Schaffung einer nicht-konfessionellen irischen Republik, unabhängig von Großbritannien, was durch einen bewaffneten Aufstand erreicht werden sollte. Obwohl Emmet diese Politik unterstützte, glaubte er, dass der Aufstand nicht beginnen sollte, bevor Hilfe aus Frankreich käme. Diese Auffassung unterschied sich zu den der radikalen Mitgliedern, zu denen Edward Fitzgerald zählte.

## Haft und Exil
Der britische Geheimdienst hatte die United Irishmen infiltriert und es geschafft die meisten ihrer Anführer am Vorabend des Aufstandes zu verhaften. Obwohl er nicht zusammen im Haus von Oliver Bond am 12. März 1798 gefangen genommen wurde, wurde er etwa zur gleichen Zeit festgenommen. Er war einer der Anführer, der zunächst im Kilmainham Gefängnis inhaftiert wurde und später nach Fort George in Schottland kam, wo er bis 1802 verblieb. Nach seiner Freilassung ging er nach Brüssel, wo er im Oktober 1802 seinen Bruder Robert Emmet besuchte. Dieser informierte ihn über die Vorbereitungen eines neuen Aufstandes in Irland mit der Hilfe von Frankreich. Allerdings wurden Emmets Bitten um Hilfe von Napoleon Bonaparte während der kurzen Friedensphase zwischen Frankreich und Großbritannien abgelehnt.
Er erhielt die Nachricht vom Scheitern des Aufstandes im Juli 1803 in Paris, wo er in Verbindung mit Napoleon Bonaparte stand. Daraufhin wanderte er in die Vereinigten Staaten aus. Er ließ sich in New York nieder. In der Folgezeit erhielt er dort seine Zulassung als Anwalt und eröffnete eine lukrative Anwaltspraxis.

## Attorney General von New York
Nach dem Tod von Matthias B. Hildreth wurde er im August 1812 zum Attorney General von New York ernannt. Er hielt den Posten bis Februar 1813, als die gegnerische Föderalistische Partei im Council of Appointment die Oberhand gewann.

## Spätere Jahre
Infolge seiner Fähigkeiten und Erfolge wurden seine Dienste zunehmend mehr gefragt. Er wurde im Laufe der Zeit zu einem der angesehensten Anwälte der Nation. Joseph Story, Richter am Obersten Gerichtshof der Vereinigten Staaten, erklärte ihn zu the favourite counsellor of New York. Im Grundsatzurteil des Obersten Gerichtshofs Gibbons v. Ogden, 22 U.S. 1 (1824) nahm er zugunsten von Aaron Ogden Bezug auf die Handels- und Oberhoheitsklauseln in der Verfassung der Vereinigten Staaten.

## Tod und Vermächtnis
Emmet verstarb am 14. November 1827 während er einen Fall vor Gericht verhandelte. Er wurde dann auf dem  St Mark's-in-the-Bowery Churchyard in East Village, einem Stadtviertel von Manhattan beigesetzt.
Samuel F. B. Morse malte ein berühmtes Porträt von Emmet, welches in der National Portrait Gallery ausgestellt und 2010 durch Sotheby’s versteigert wurde.
Thomas Addis Emmet war der Vater des prominenten New York Richters und irisch-amerikanischen Aktivisten Robert Emmet, der in Dublin geboren wurde. Er war Großvater eines anderen prominenten New York Richters und Attorney Generals Richard Stockton Emmet, Urgroßvater der angesehenen amerikanischen Porträtmaler-Schwestern Rosina Emmet Sherwood, Lydia Field Emmet und Jane Emmet de Glehn sowie ihrer Cousine Ellen Emmet Rand. Rosinas Zwillingsbruder, Robert Temple Emmet, graduierte an der United States Military Academy in West Point (New York). Ihm wurde später die Medal of Honor verliehen. Thomas Addis Emmet war der Ururgroßvater des Theaterautors Robert Emmet Sherwood. Sein Enkel, Dr. Thomas Addis Emmet, war ein prominenter Arzt und irisch-amerikanischer Aktivist. Er wünschte, dass sein Leichnam nach Irland umgebettet würde, so dass er könnte rest in the land from which my family came. Dr. Emmet wurde auf dem Glasnevin Cemetery in Dublin beigesetzt, der letzten Ruhestätte von vielen irischen Patrioten. Sein Grabstein wurde durch den Vater und Bruder des Revolutionärs Patrick Pearse entworfen.

## Biographie
- Thomas Addis Emmet (1828–1919): Ireland under English rule, or a Plea for the plaintiff [With the Diary of Thomas Addis Emmet (1764–1827, grandfather), while acting in Paris as the secret agent of the United Irishmen, from May 30, 1803, to March 10, 1804], New York City, G.P. Putnam, 1903